# اسب مسابقه (فیلم)
اسب مسابقه 
(به تلوگویی: Race Gurram) فیلمی محصول سال ۲۰۱۴ و به کارگردانی سورندر ردی است. در این فیلم بازیگرانی همچون آلو آرجون، شروتی حسن، راوی کیشان، شمس‌الدین ابراهیم، پراکاش راج، موکش ریشی، سالونی اسوانی، کوتا سرینیواسا راو و سایاجی شینده ایفای نقش کرده‌اند.